# 小行星6651
小行星6651（英語：6651）是一颗围绕太阳公转的小行星。1991年9月10日，亨利·E·霍爾特在帕洛马山发现了此天体。
这颗小行星的绝对星等为292.9688665637599等。